# Illiberis
Illiberis är ett släkte av fjärilar. Illiberis ingår i familjen bastardsvärmare.

## Dottertaxa tillIlliberis, i alfabetisk ordning[1]
- Illiberis albiventris
- Illiberis aomoriensis
- Illiberis arisana
- Illiberis assimilis
- Illiberis consimilis
- Illiberis coreana
- Illiberis cyanecula
- Illiberis cyanocera
- Illiberis cybele
- Illiberis diaphana
- Illiberis dirce
- Illiberis distinctus
- Illiberis elegans
- Illiberis ellenae
- Illiberis endocyanea
- Illiberis formosensis
- Illiberis fujisana
- Illiberis fumata
- Illiberis glaucosquamata
- Illiberis heringi
- Illiberis honei
- Illiberis horishana
- Illiberis horni
- Illiberis hyalina
- Illiberis ignea
- Illiberis inermis
- Illiberis kardakoffi
- Illiberis kaszabi
- Illiberis laeva
- Illiberis nigra
- Illiberis nigrigemma
- Illiberis ochracea
- Illiberis paracybele
- Illiberis paradistincta
- Illiberis phacusana
- Illiberis pruni
- Illiberis pseudopsychina
- Illiberis psychina
- Illiberis rotundata
- Illiberis serrata
- Illiberis shensiensis
- Illiberis silvestris
- Illiberis sinensis
- Illiberis taikozana
- Illiberis tenuis
- Illiberis translucida
- Illiberis transvena
- Illiberis ulmivora
- Illiberis ussuriensis
- Illiberis vitrea
- Illiberis yunnanensis